# Ahlgrimm
Ahlgrimm ist ein deutscher Familienname:

## Herkunft und Bedeutung
Der Name ist abgeleitet vom Personennamen Adalgrimm. Adal = edel und grimm = Maske, Helm im Sinne von Schutz.

## Verbreitung
Circa 980 Namensträger mit Schwerpunkt in Mecklenburg-Vorpommern.

## Varianten
- Algrim mit 150 Namensträgern vornehmlich in Mecklenburg-Vorpommern

## Namensträger
- Franz Ahlgrimm (1867–1927), deutscher Politiker der DDP
- Hans Ahlgrimm (1904–1945), Geiger und Komponist
- Heike Ahlgrimm (* 1975), deutsche Handballspielerin
- Isolde Ahlgrimm (1914–1995), Musikerin und Cembalistin
- Thomas Ahlgrimm (* 1968), deutscher Fußballspieler